# 程穆衡
程穆衡（1702年—1794年），字惟淳，江南鎮洋人，籍貫休寧。

## 生平
先世世居江南休寧，至父輩時方徙居太倉。乾隆元年（1736年）举人，乾隆二年中进士，授榆社知县。任上以逮捕盗賊有功，還亲自捉拿盗魁。個性耿介，因忤逆上官，罢归，卒年九十三歲。

## 著作
程穆衡工诗文，著述甚富。曾修《太仓州志》。輯有《吴梅村诗笺》十二卷，著有《复社年表》、《娄东耆旧传》、《据梧斋尘谈》、《投绂堂集》等。